# 翁英暉
翁英暉（英語：Philip Wong），臺灣企業家，群暉科技創辦人及董事長兼執行長。

## 經歷
2016年，翁英暉資助台大電機系團隊超過100萬美元，唯一條件是：「不能把我的名字說出去。」這位堪稱「台灣科技界最神秘的董事長」，甚至創業20年從不跟媒體打交道，直到去年因回任執行長、帶領公司轉型，才願意曝光。他的保守，體現在群暉成立多年，他堅持不讓創投入股、不上市，因不希望公司發展被外人或資本市場干擾。
創業前，翁英暉曾在台灣微軟工作10年，位居資深副總。2000年，他看準網路普及後，數位資料量勢必暴增，決定切入微軟、蘋果還不重視的儲存伺服器，並創立群暉。初期，便鎖定只做軟體，目標是打造一套有著自有作業系統、應用程式的軟體生態系。